# Anu Koivunen
Anu-Riitta (Anu) Koivunen, född 29 januari 1967 i Kemi, är en finländsk medieforskare.
Anu Koivunen utbildade sig på Åbo universitet med en filosofie kandidatexamen 1992 och en filosofie licentiatexamen 1994. Hon disputerade 2003 vid Åbo universitet på avhandlingen Performative Histories, Foundational Fictions. Gender and Sexuality in Niskavuori Films. 
Hon har arbetat på Tammerfors universitet, Helsingfors universitet och Stockholms universitet. Hon blev 2012 professor i filmvetenskap vid Stockholms universitet. Hon är numera (2019) medieforskare och professor i genusvetenskap vid Tammerfors universitet. Hon medverkar regelbundet i bland andra Hufvudstadsbladet.